# 巴爾比火山

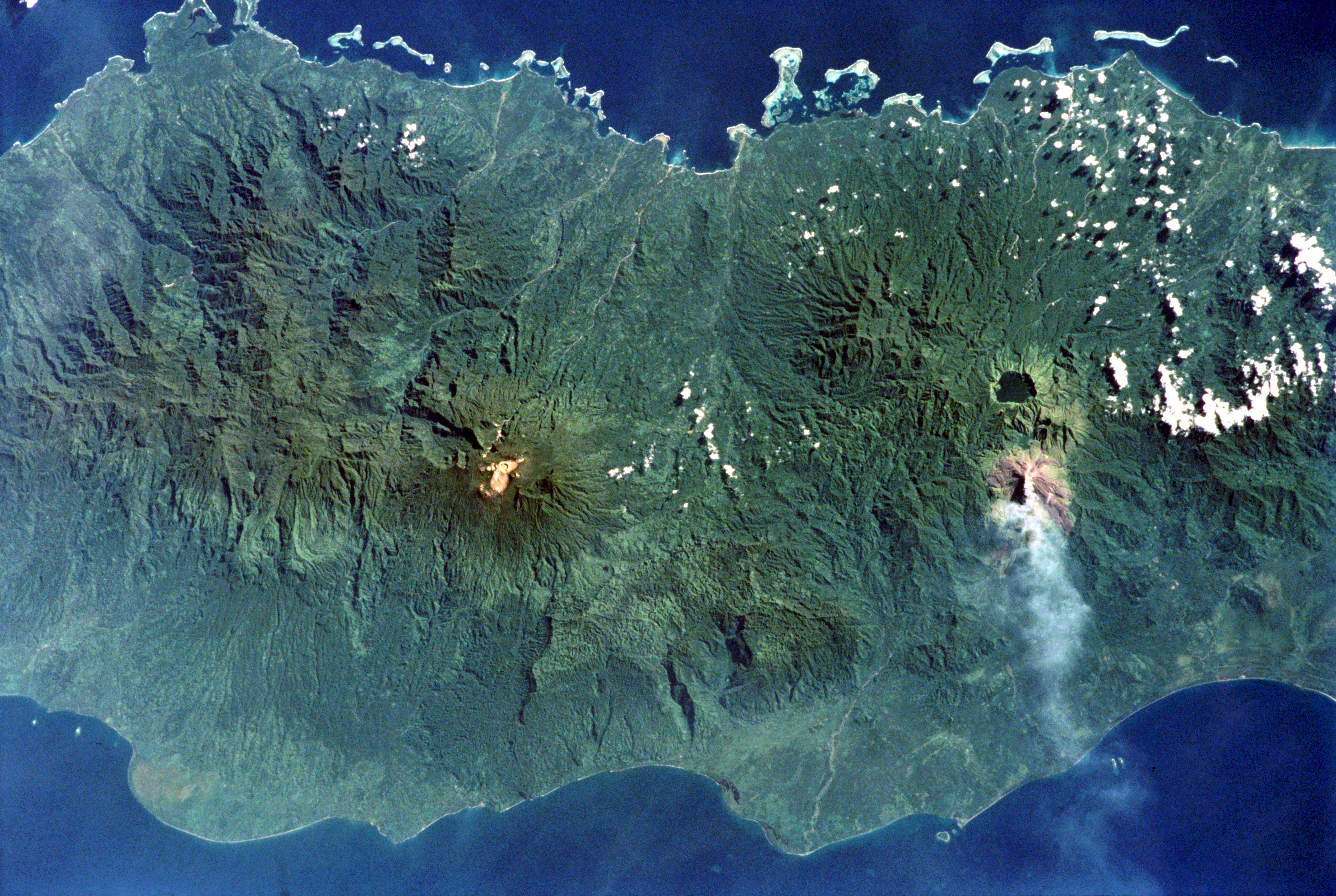

巴爾比火山是巴布亞新幾內亞的火山，位於該國東部布干維爾島北部，海拔高度2,715米，為全島與布干維爾自治區的最高峰，同時也是地理概念上整個索羅門群島的最高峰。山體在全新世時期形成，該火山有5個火山口和多個火山噴氣孔。

## 備註
1. ↑  比索羅門群島全國最高峰波波馬納休山（海拔2,335米）還高近400米。

## 外部連結
- Global Volcanism Program: Balbi （页面存档备份，存于）
- Bagana Volcano and Balbi Volcano, Bougainville Island （页面存档备份，存于）